# Tumkur (stad)
Tumkur (officieel: Tumakuru) is een stad in de Indiase staat Karnataka. Het is de hoofdstad van het gelijknamige district Tumkur.

## Demografie
Volgens de Indiase volkstelling van 2001 wonen er 248.592 mensen in Tumkur, waarvan 52% mannelijk en 48% vrouwelijk is. De plaats heeft een alfabetiseringsgraad van 75%.